# Marie Pierre Adrien Francastel
Marie Pierre Adrien Francastel, (Formerie (Oise), 30 de març, 1761 - París, 10 de març, 1831), fou un polític francès. Sota la Revolució Francesa, durant el període conegut com el Terror, va ser representant en missió als departaments de França occidental.

## Antic règim
Fill de Pierre Francastel, tinent de justícia i de Marie-Louise Broutel, se li va donar un lloc al graner de sal de Grandvilliers. Llicenciat en dret, va ser secretari del duc François Alexandre Frédéric de La Rochefoucauld-Liancourt sota l'Antic Règim.
El 1785 es va casar amb Marie-Madeleine Fromant.

## Revolució
Nomenat administrador del districte d'Évreux a l'inici de la Revolució, va ser, el 1792, elegit diputat substitut a la Convenció pel departament d'Eure; el 27 de juny de 1793 substituí François Buzot.
Ocupant el seu lloc a les files de la Muntanya, al juliol va ser diputat al Comitè de Seguretat Pública "per ajudar amb el seu coneixement del país" en la repressió dels girondins a Normandia, però a petició del diputat Barère, va ser enviat a Angers.
El 13 d'octubre de 1793 va ser nomenat representant del poble en missió a l'exèrcit occidental, als departaments occidentals. Després d'una estada a Nantes al costat de Carrier, on va participar en la creació d'institucions destinades a esdevenir el símbol del Terror a Nantes, concretament la "Compagnie Marat", la secció revolucionària del tribunal penal de Loire-Inférieure i l'exèrcit revolucionari Pépin-Lenoir, comissiónat, es va incorporar a Angers, on va exercir la funció d'administrador: S'encarregava, entre altres coses, d'assegurar les comunicacions entre els representants, les autoritats locals i París. S'ocupa de la qüestió dels aliments, les armes i les municions que s'han de traslladar de Vendée als altres departaments per tal de proveir l'exèrcit occidental, tot això de concert amb les autoritats locals. Paral·lelament, va fer el paper de cronista d'esdeveniments del Comitè de Seguretat Ciutadana, descrivint l'evolució de la situació militar i anunciant les mesures adoptades.
La preocupació va començar a agafar-lo després de la derrota dels Vendéens a Granville, que va portar a la seva retirada cap al Loira. Les tropes republicanes els van perseguir, però no van poder aprofitar aquesta derrota per aturar-los i, el 21 de novembre, l'exèrcit occidental va patir una derrota durant la batalla de Dol i va haver de tornar a Rennes per reorganitzar-se. Angers es converteix llavors en un possible objectiu. Francastel decideix, doncs, organitzar la defensa d'Angers amb les autoritats locals. Finalment, la Vendée no va poder prendre la ciutat durant el setge d'Angers.
Arran d'aquest episodi, la visió de Francastel de la guerra i les seves accions va evolucionar. Molts presoners de la Vendée van ser portats a Angers després de la batalla de Savenay i la batalla de Le Mans. Aleshores planteja regularment el tema dels presos. Parla d'un "inconvenient addicional, per a la subsistència i per a la vetlla", considerant que "encara no s'ha utilitzat prou el ferro i la flama en aquest país maleït, malgrat les reiterades ordres". En particular, Francastel critica la comissió militar revolucionària Proust per ser indulgent amb les dones de la Vendée preses durant la batalla de Le Mans els dies 12 i 13 de desembre de 1793. Anomena la comissió militar revolucionària Parein-Félix (que llavors està encapçalada per Jean-Baptiste Musquinet de Saint-Félix, comissari de la comuna) de París) per tornar ràpidament a Angers. Així, va declarar sobre el tema de la comissió Félix: «Necessitem homes revolucionaris, que no siguin suavitzats per la falsa pietat, i que tinguin la mà l'únic i pur sentiment d'alliberar el seu país d'un dels flagells més terribles. Que pocs homes d'aquest calibre hi ha! Indulgència, oblit del passat, compassió, sensibilitat, tots aquests bells noms només cobreixen la debilitat, el moderacionisme i la perfidia.»

## La repressió a Angers i el seu entorn immediat
Tiroteigs extramurs

Article detallat: Afusellaments d'Avrillé.

Del 12 de gener al 16 d'abril de 1794, uns 1.300 presoners van ser afusellats a Avrillé. Des de finals de novembre de 1793 fins a mitjans de gener de 1794, aproximadament 1.550 presoners més van ser afusellats a Ponts-de-Cé.
Les morts a Angers intramurs

El nombre de víctimes registrades a l'interior d'Angers és el següent: 1.310 morts, 290 guillotinades o afusellades i 1.020 morts a la presó.

## Suport a la política de les columnes infernals
Després de la implementació del pla Turreau el 21 de gener, els representants de la missió Hentz i Garrau van ser enviats a Turreau. El 15 de febrer de 1794 Francastel, Hentz i Garrau es trobaven a Angers i escrivien a la comissió de seguretat ciutadana que donaven suport a Turreau, citant el seu mèrit i la seva franquesa. El 26 de febrer van reafirmar la seva visió al Comitè: "La raça dels homes que habiten la Vendée és dolenta; està format per fanàtics, que són el poble, o federalistes, que són els senyors"2. Francastel va ordenar notablement al general Grignon: "Feu tremolar els bandolers, als quals no heu de donar quart; les nostres presons estan plenes de presoners a Vendée!...: Hem de completar la transformació d'aquest país en un desert. Ni debilitat ni gràcia... Aquestes són les opinions de la Convenció... Juro: la Vendée serà despoblada".

## Fi de carrera com a representant de la missió
El règim de Francastel a Angers va acabar l'abril de 1794. El 20 de maig de 1794 Francastel va ser nomenat secretari de la Convenció Nacional. L'informe de Francastel i Hentz sobre la seva missió prop de l'exèrcit occidental va aparèixer a París l'octubre de 1794. Els dos autors van cobrir les seves accions amb els decrets de la convenció, tanmateix es van dissociar de Turreau i van afirmar que el seu possible judici induiria al seu torn un judici, dels revolucionaris i la revolució. A més, van posar en dubte la realitat dels crims comesos. Sense estar seriosament preocupat pels seus actes, Francastel va declarar en una carta adreçada al seu antic col·lega Michel de Beaupuy, general de l'exèrcit occidental, el 10 de març de 1795 que volia ser oblidat: "Que ens trobem algun dia en un retir pacífic, en una virtuosa foscor, gaudint de la felicitat dels francesos lliures i regenerats. Perquè després de la felicitat d'haver servit el país, no hi ha res més gran que la de viure ignorat."
No obstant això, durant la reacció termidoriana (9 d'agost de 1795), la "regenerada" Societat Popular d'Angers el va denunciar davant la Convenció com a terrorista i còmplice de Carrier, però Francastel va aconseguir que aquest assumpte es remetés al Comitè de Legislació.

## Directori
Sota el Directori, va ser l'encarregat de controlar la introducció a França dels ariets espanyols a la frontera, després va ingressar al Ministeri de Guerra on va exercir modestes funcions, sortint el 15 de setembre de 1799.

## Consolat i Primer Imperi
Sota el consolat, s'encarregava del manteniment dels jardins de Josefina de Beauharnais. De 1805 a 1809, va ser director de l'institut de Versalles, durant els Cent Dies, va sol·licitar a Carnot, com a antic membre de la Convenció, una plaça en una biblioteca o en un ministeri. Després va viure jubilat en una propietat que havia adquirit prop de Versalles. Va morir a París el 10 de març de 1831.